# Кнутарёва, Ольга Павловна
Ольга Павловна Кнутарёва (6 сентября 1926 — 27 июня 2010) — передовик советского сельского хозяйства, доярка совхоза «Россия» Сосновского района Челябинской области, Герой Социалистического Труда (1971).

## Биография
Родилась в 1926 году в деревне Бухарино, ныне Сосновского района Челябинской области в русской крестьянской семье.
Получила неполное среднее образование. В 1941 году начала свою трудовую деятельность в колхозе «Плуг и молот», стала работать на животноводческой ферме сливачом. Затем овладела специальностью доярки. Первоначально в её группе было десять коров, но уже вскоре количество выросло до 30.
В 1962 году колхоз был присоединён к совхозу «Россия». Ольга Павловна переехала в центральную усадьбу посёлок Мирный и там стала трудиться оператором машинного доения. За ней было закреплено молодое стадо черно-пёстрой породы коров. На протяжении ряда лет добивалась рекордных надоев молока. В период лактации надои доходили в среднем по 8000-9000 кг с одной коровы в среднем в год. Первой в области она смогла получить в среднем от одной коровы более 6000 кг молока за год.
Указом Президиума Верховного Совета СССР от 22 марта 1966 года за получение высоких показателей в сельском хозяйстве и рекордные надои молока Ольге Павловне Кнутарёвой было присвоено звание Героя Социалистического Труда с вручением ордена Ленина и золотой медали «Серп и Молот».
В 1970 году переехала в посёлок Саккулово, где стала трудиться в совхозе «Муслюмовский». Работала дояркой, лаборантом, бригадиром фермой. Вышла на заслуженный отдых в 1976 году.
Умерла 27 июня 2010 года. Похоронена на поселковом кладбище в Саккулово.

## Награды
За трудовые успехи была удостоена:
- золотая звезда «Серп и Молот» (22.03.1966)
- орден Ленина (22.03.1966)
- Медаль «За доблестный труд в Великой Отечественной войне 1941—1945 гг.»
- другие медали.